# Trýzel rozkladitý
Trýzel rozkladitý (Erysimum repandum) je středně vysoká, žlutě kvetoucí bylina jenž byla v minulosti známým polním plevelem a v současnosti je druhem kterému hrozí vymizení z české přírody.

## Výskyt
Druh pochází pravděpodobně z oblastí okolo Černého moře a rozšířil se téměř po celé Evropě (vyjma severských oblastí), jihozápadě Asie a severu Afriky. Druhotně byl zavlečen do Ameriky a Austrálie.
Teplomilný druh rostoucí především v planárním a kolinním stupni, ve vyšších polohách se vyskytuje jen přechodně. Obvykle vyhledává sušší stanoviště s hlinitou půdou na bazickém podloží. V minulosti v České republice představoval častý plevel polních kultur, v současnosti roste hlavně na okrajích polí, úhorech nebo travnatých stráních s narušenou vegetací a ruderalizovaných místech jako jsou skládky, rumiště a okraje chodníků a polních cest.

## Popis
Bylina s přímou nebo vystoupavou, tuhou lodyhou až 40 cm vysokou která vyrůstá ze zprohýbaného nitkovitého kořene, bývá jednoduchá nebo již od báze rozvětvená se šikmo odstálými větvemi. Lodyha je porostlá vidlicovitými chlupy jejichž počet se směrem vzhůru snižuje a také listy jsou po obou stranách drsně chlupaté. Přízemní a ve spodní části lodyhy vyrůstající listy mají nafialovělé řapíky asi 2 cm dlouhé, jejich zprohýbané žlutozelené čepele o rozměrech 1,5 až 6 × 0,2 až 1,3 cm jsou podlouhlé až obvejčité, po obvodě výrazně vykrajovaně zubaté až peřenodílné a podélně zprohýbané. V horní části lodyhy vyrůstají listy přisedlé zúženou bázi, jsou úzké, podlouhlé, po obvodě plytce nepravidelně oddáleně zubaté, na vrcholu špičaté a bývají velké 1 až 3 × 0,1 až 0,6 cm. Z úžlabí středních lodyžních listů vyrůstají zkrácené sterilní větve. Přízemní listy v růžici pomáhají na podzim vyklíčené rostlince, terofytu, přezimovat; po vyrostení květné lodyhy usychají a při kvetení jsou již obvykle odumřelé.
Čtyřčetné světle žluté květy na čtyřhranných stopkách asi 2 mm dlouhých s úzce elipsovitými listeny tvoří chudý koncový hrozen který se v době tvorby plodů prodlužuje až do délky 25 cm; jeho vřeteno je chlupaté. Bledozelené, na vnější straně chlupaté kališní lístky jsou asi 5 mm dlouhé a 1 mm široké. Světle žluté až žluté volné korunní lístky, úzce obkopinaté a na konci zakulacené, dosahují obvykle délky 8 mm a šířky 3 mm a jsou vně chlupaté. Šest tyčinek s nitkami 6 až 7 mm nese zelenožluté prašníky. Čtyřhranný, až 5 mm dlouhý svrchní chlupatý semeník s 50 až 80 vajíčky má asi 3 mm dlouhou čnělku s bliznou se dvěma malými laloky. Květy rozkvétající v dubnu až červnu jsou opylovány hmyzem, jen zřídkakdy dochází k samoopylení neboť blizny dozrávají dřív než pyl v prašnících.
Plodem jsou obloukovitě, vzhůru zahnuté, drsné, úzké šešule vyrůstající na odstálých stopkách téměř stejně hrubých. Tupě čtyřhranné nebo oválné šešule se dvěma oddíly bývají dlouhé 5 až 10 cm a okolo 1 cm široké, jsou porostlé vidlicovitými chlupy, na konci mají asi 3 mm zobáček. Podlouhlá, eliptická, kakaově hnědá semena jsou asi 1,5 mm dlouhá a 0,8 mm široká, někdy mívají na koncích kratičký blanitý lem. Ploidie druhu je 2n = 16.
Trýzel rozkladitý je rostlinou jednoletou nebo ozimou která se rozmnožuje výhradně semeny. Ze semen vyklíčených na jaře ještě téhož roku vyrostou rostliny, vykvetou a vytvoří semena. Naopak ze semen klíčících na podzim přezimuje vyrostlá rostlinka formou přízemní růžice a vykvete až příštím rokem.

## Ohrožení
Již od středověku v ČR zdomácnělý a ještě v polovině 20. století hojný druh je v současnosti na rychlém ústupu. Příčinou jsou změny ve způsobu obhospodařování zemědělské půdy a nasazení herbicidů. V Červeném seznamu cévnatých rostlin České republiky z roku 2012 je zařazen do kategorie kriticky ohrožených druhů (C1t).